# Hnabi

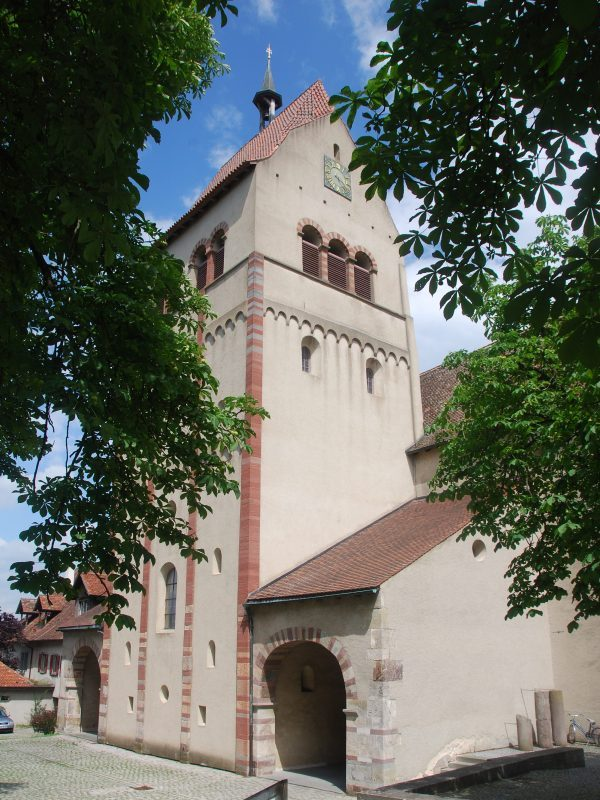
Klosterkirche Reichenau

Hnabi (teilweise auch Nebi genannt, * um 710/715; † 785/788) war alamannischer Graf bzw. Herzog.
Er war der Sohn des Alamannen-Prinzen Huoching, der wiederum ein Sohn des Herzogs Gotfrid war, der wohl der Familie der Agilolfinger angehörte. Hnabi gehörte um 724 neben Graf Berthold, dem Stammvater der Ahalolfinger, zu den Mitbegründern des Klosters Reichenau. Im  Reichenauer Verbrüderungsbuch trägt er den Titel comes (»Graf«).
Mit seiner Ehefrau Hereswind hatte Hnabi mindestens zwei Kinder:
- Roadbert (Robert I.), ab 770 Graf im Hegau
- Imma † 784/786, verheiratet mit Gerold von Anglachgau (Geroldonen): deren Tochter war Hildegard (758–783), die Ehefrau Karls des Großen[2].

## Hinweise
1. ↑  v. Galli conf. tripl. S. 319
2. ↑  Thegan von Trier: Vita Hludovici S. 590 f c. 2 (Ausgabe:Ernst Tremp (Hrsg.): Scriptores rerum Germanicarum in usum scholarum separatim editi 64: Thegan, Die Taten Kaiser Ludwigs (Gesta Hludowici imperatoris). Astronomus, Das Leben Kaiser Ludwigs (Vita Hludowici imperatoris). Hannover 1995 (Monumenta Germaniae Historica, Digitalisat))

| Personendaten    | Personendaten                  |
| ---------------- | ------------------------------ |
| NAME             | Hnabi                          |
| ALTERNATIVNAMEN  | Nebi                           |
| KURZBESCHREIBUNG | alamannischer Graf bzw. Herzog |
| GEBURTSDATUM     | um 710 oder um 715             |
| STERBEDATUM      | um 785 oder 788                |